# 高岡1号墳
高岡1号墳（たかおかいちごうふん、高岡第1号古墳）は、長野県飯田市座光寺にある古墳。形状は前方後円墳。飯田古墳群（うち座光寺単位群）を構成する古墳の1つ。国の史跡に指定されている（史跡「飯田古墳群」のうち）。

## 概要
長野県南部、天竜川西岸の河岸段丘の緩傾斜地（標高440メートル）に築造された古墳である。現在までに良好に墳丘を遺存し、後円部墳頂には高岡神社が所在する。1982年（昭和57年）に石室実測調査が実施されている。
墳形は前方部が発達した前方後円形で、前方部を西方向に向ける。墳丘長は72.3メートルを測り、飯田古墳群では飯沼天神塚古墳（飯田市上郷飯沼）に次ぐ規模になる。墳丘外表では葺石のほか、円筒埴輪（朝顔形埴輪含む）・形象埴輪（人物（巫女1）・家形か・蓋形・馬形埴輪）が認められる。埋葬施設は横穴式石室（竪穴系横口式石室）で、南西方向に開口する。墳丘規模に比して小型の石室で、石室入り口よりも玄室の床面が低いという、竪穴式石室から横穴式石室への過渡期の竪穴系横口式石室の特徴を示す。副葬品としては金環・玉類・馬具・須恵器片・土師器片の出土が知られる。
築造時期は、古墳時代後期の6世紀前半頃と推定される。下伊那地方における代表的な首長墓の1つであり、導入期の石室を有する点で注目される古墳である。
古墳域は2016年（平成28年）に国の史跡に指定されている（史跡「飯田古墳群」のうち）。

## 遺跡歴
- 1960年（昭和35年）2月11日、長野県指定史跡に指定。
- 1982年（昭和57年）、県史編纂事業に伴う墳丘測量・石室実測調査（松尾昌彦ら、1982年に報告）。
- 2016年（平成28年）10月3日、国の史跡に指定（史跡「飯田古墳群」のうち）。

## 墳丘
墳丘の規模は次の通り。
- 墳丘長：約72.3メートル
- 後円部
  - 直径：約35.2メートル
  - 高さ：6.2メートル
- 前方部
  - 幅：約35.7メートル
  - 高さ：6.3メートル

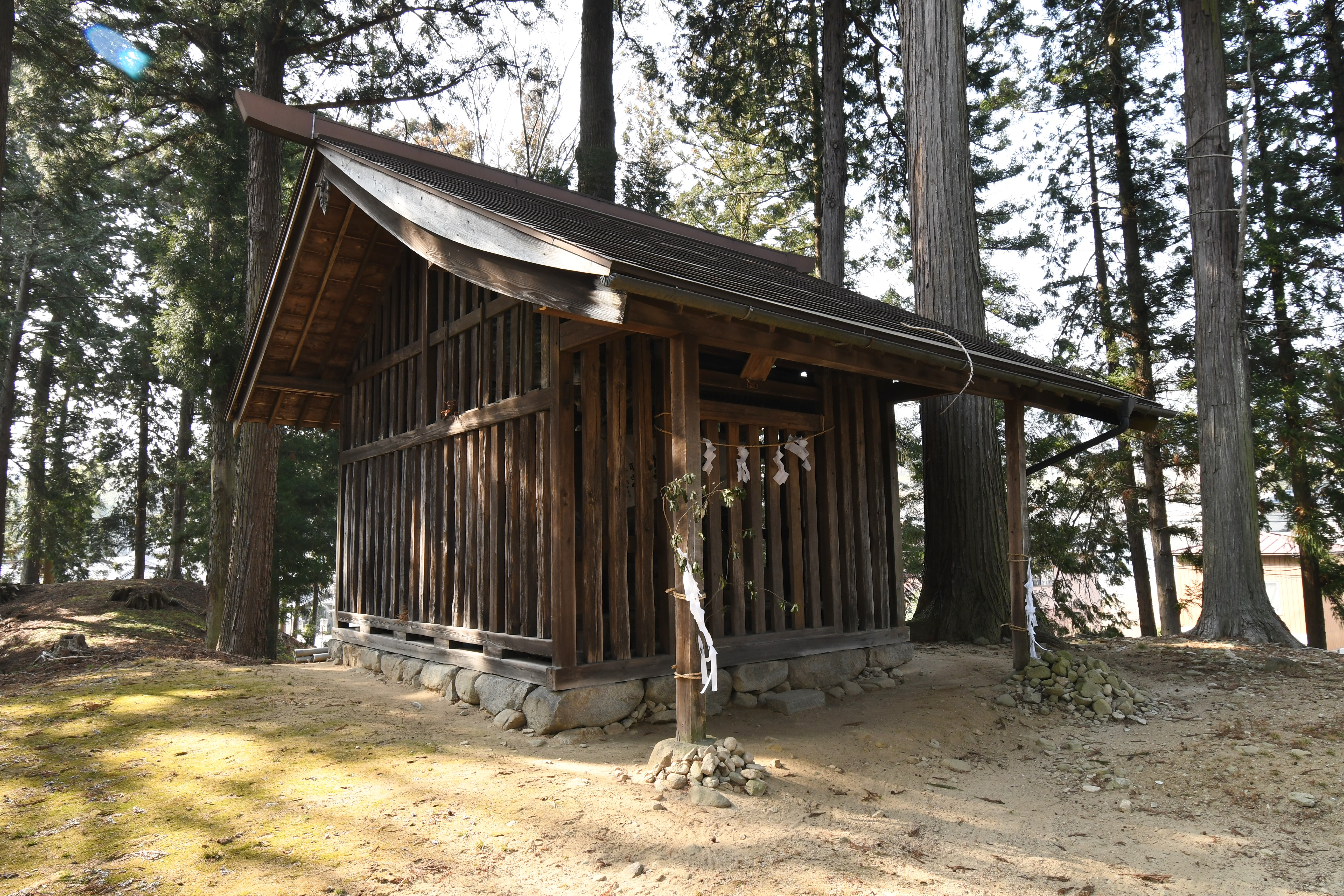
後円部墳頂の高岡神社社殿
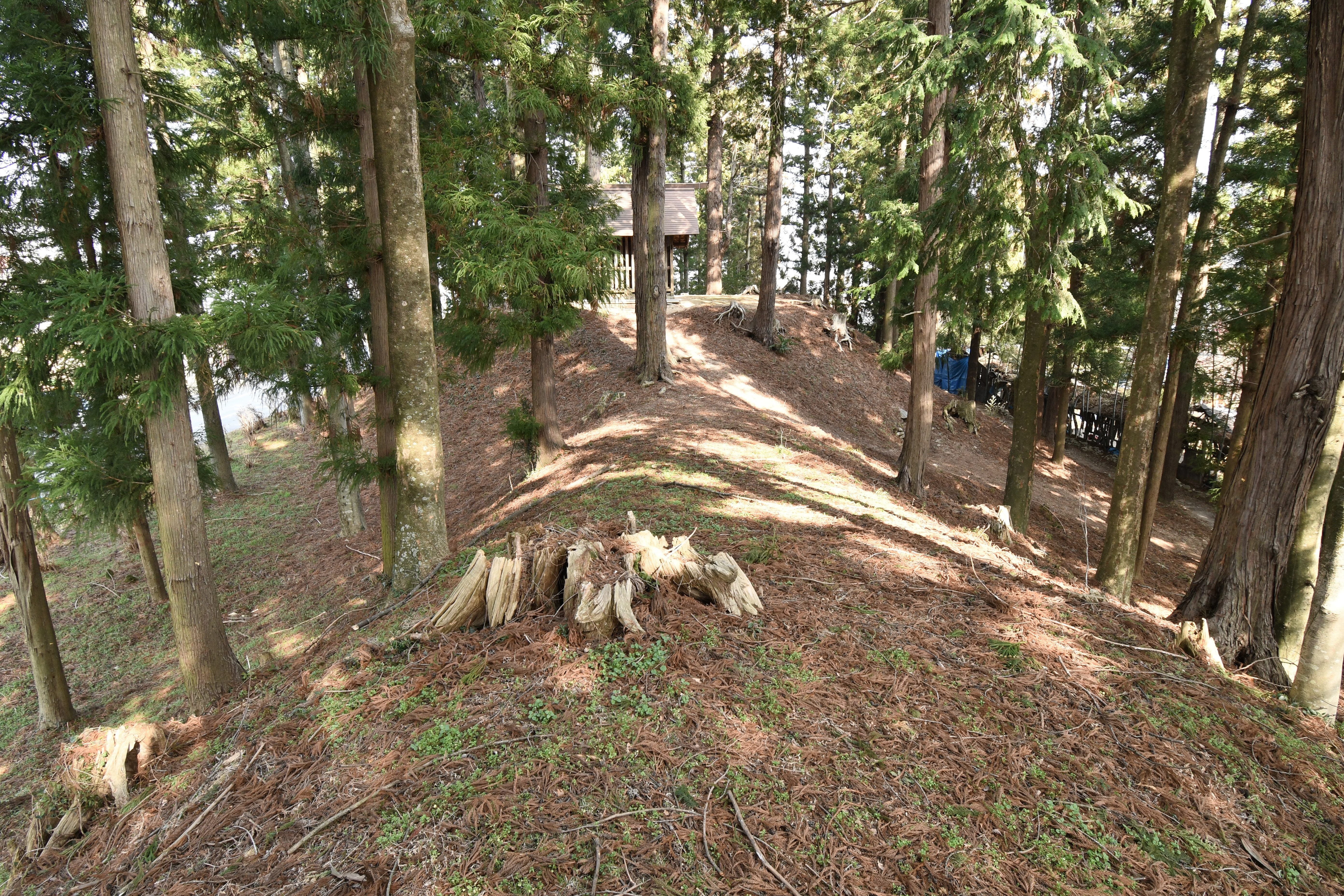
前方部から後円部を望む
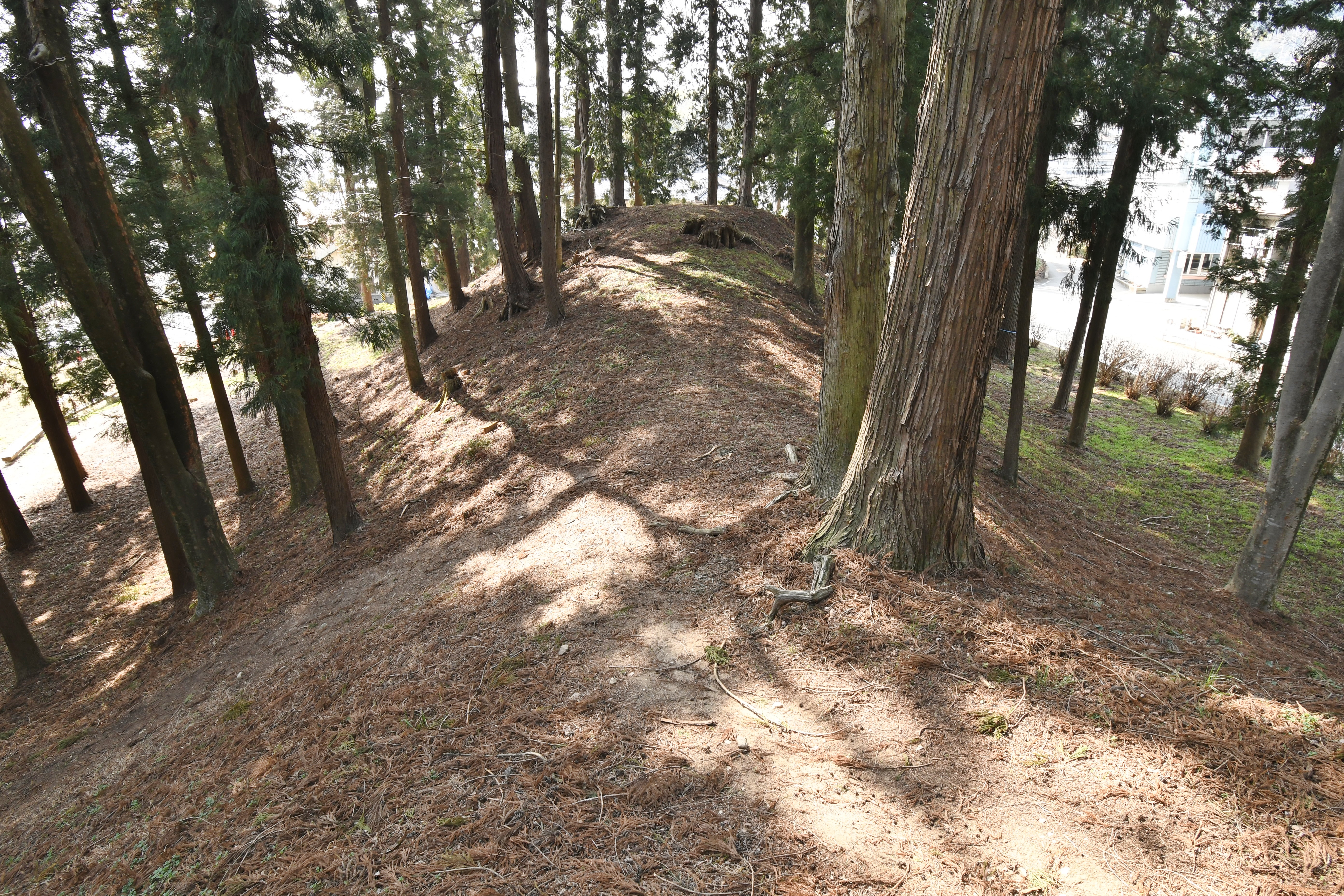
後円部から前方部を望む
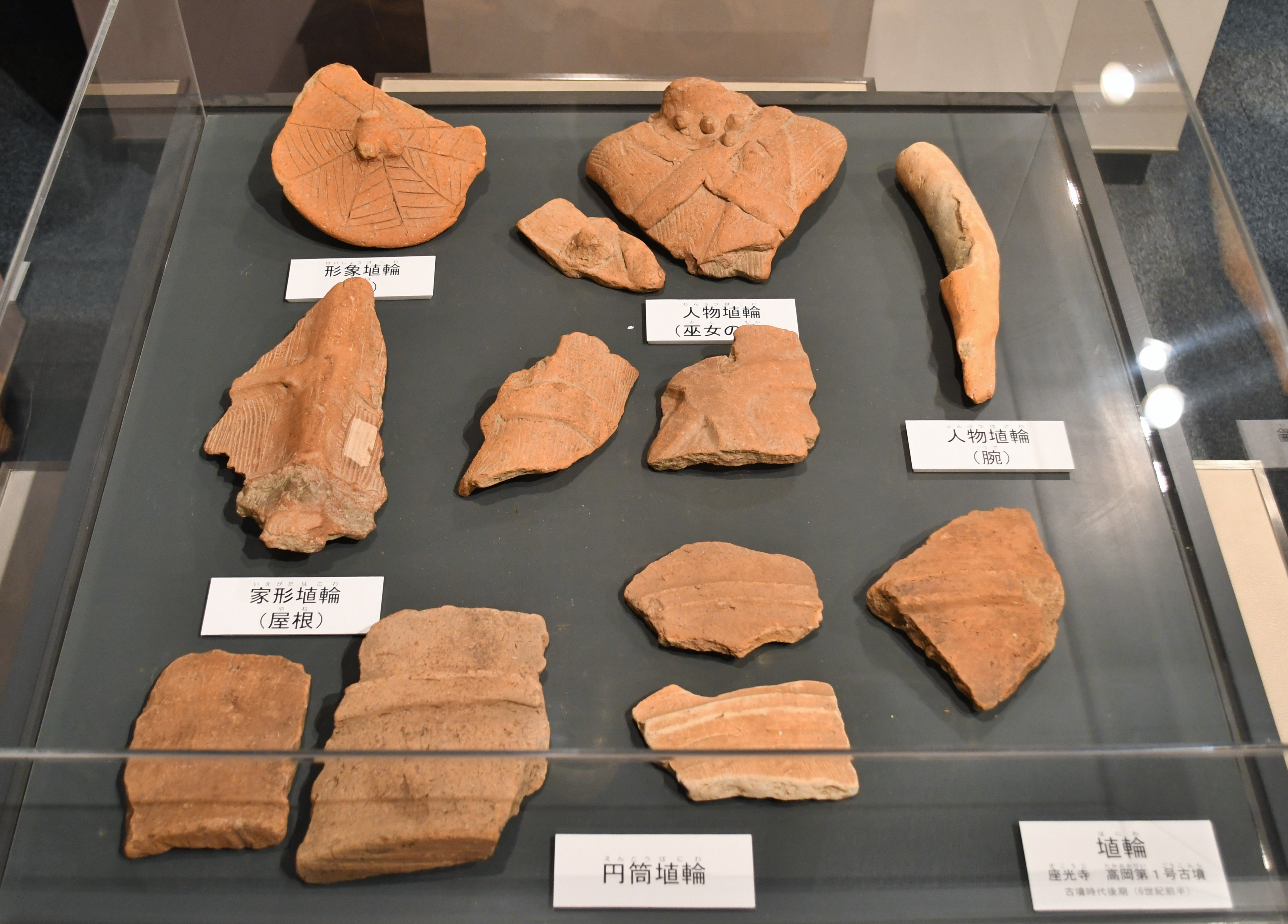
出土埴輪 飯田市考古博物館展示。

## 埋葬施設

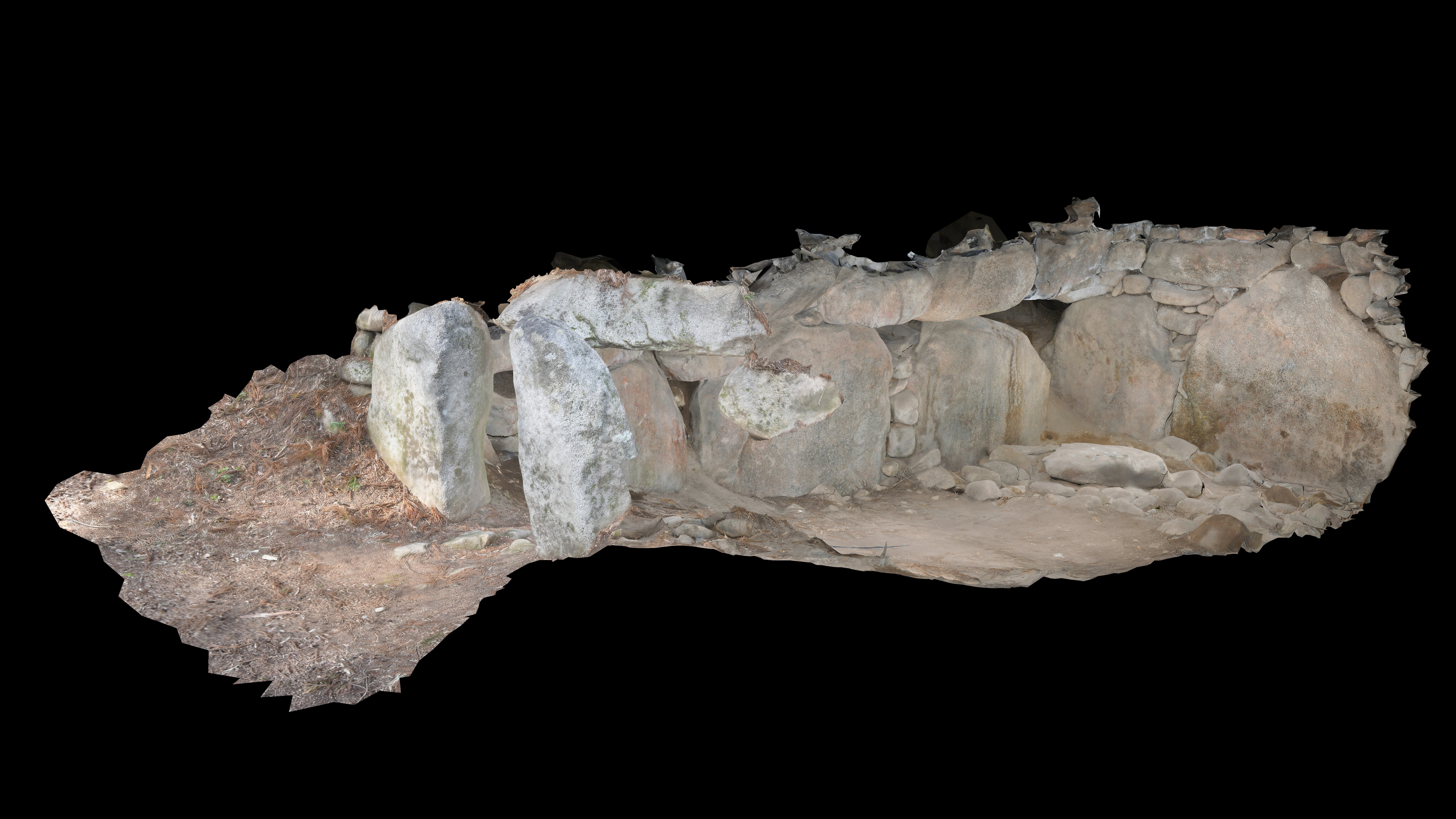
石室パース図

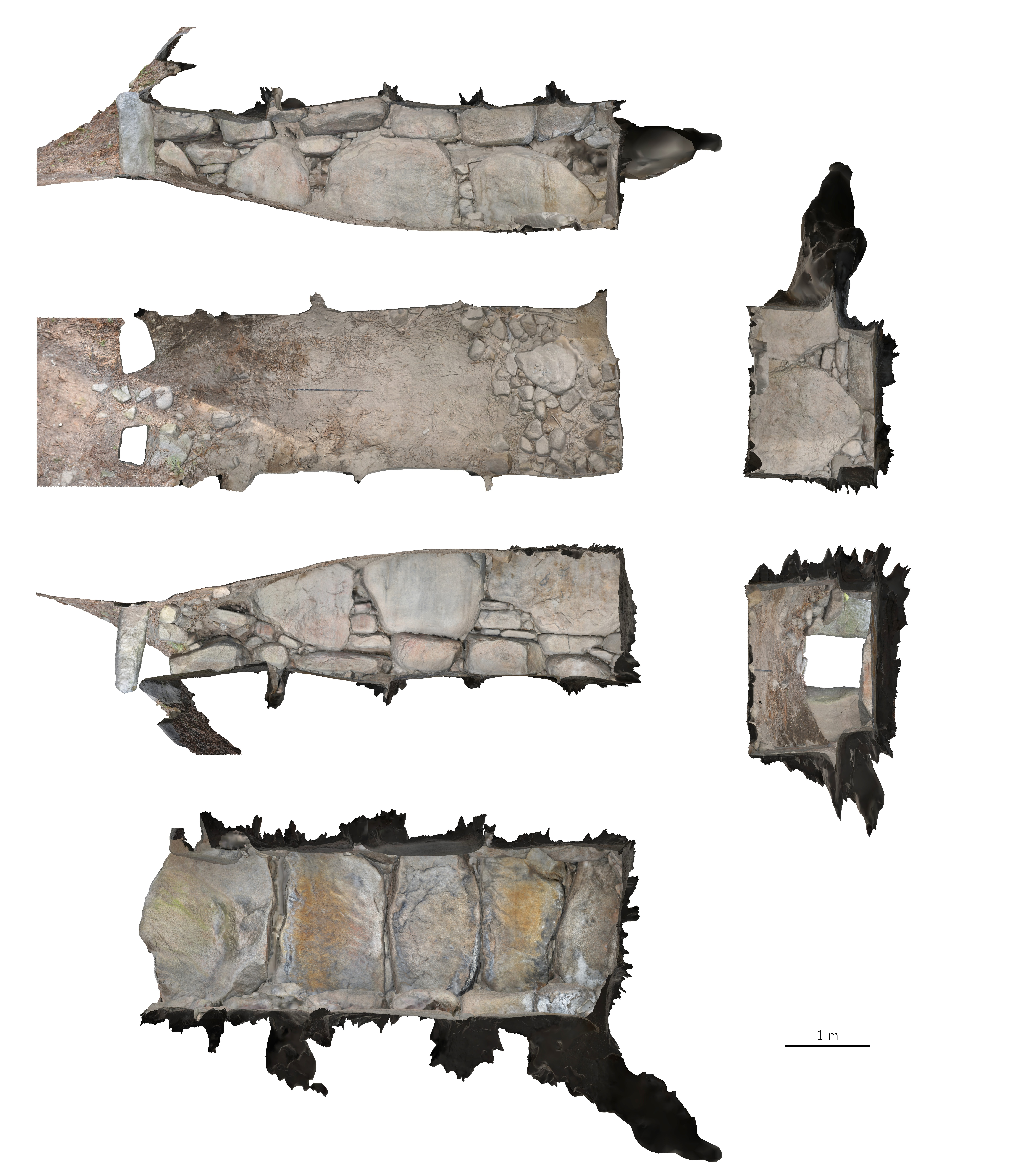
石室展開図

埋葬施設としては後円部において横穴式石室（竪穴系横口式石室）が構築されており、南西方向に開口する。石室の規模は、石室全長5.6メートル、奥壁幅2.0メートル、開口部幅1.85メートル、玄室高さ約1.7メートルを測る。
石室は、最下段に平石を立て並べ、その上に小型の石を2段積みすることによって構築される。石室入り口よりも玄室の床面が低いという、竪穴系横口式石室の特徴を示す。開口部両側には門柱状に平石を立てる。また石室の壁面には赤色顔料の塗布が認められる。なお石室奥には穴が開けられているが、これは近代に養蚕に利用された際のものになる。
導入段階の古式の横穴式石室であるが、座光寺地域では同様の石室が北本城古墳・畦地1号墳でも知られる。

石室俯瞰図
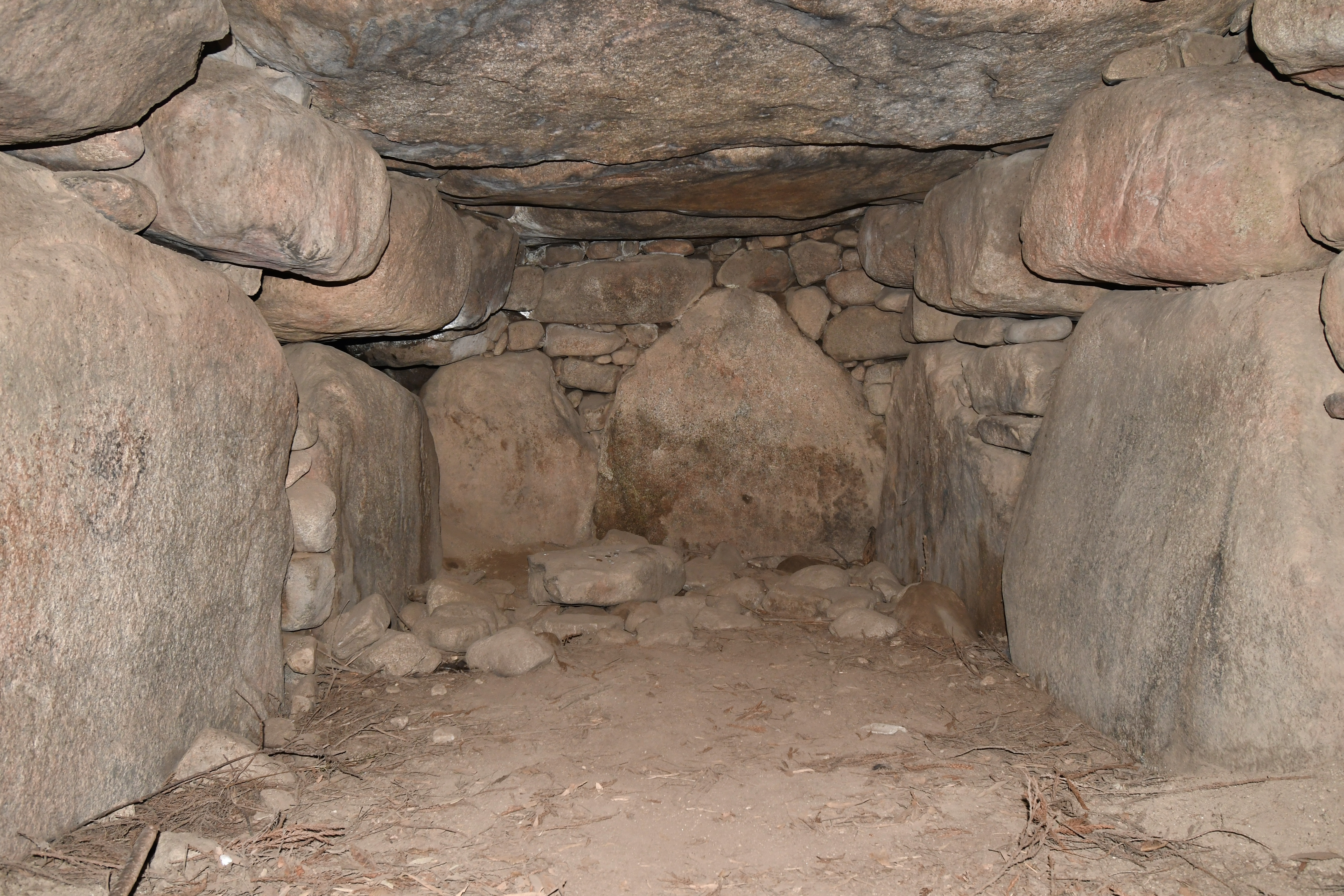
石室内部（奥壁方向）
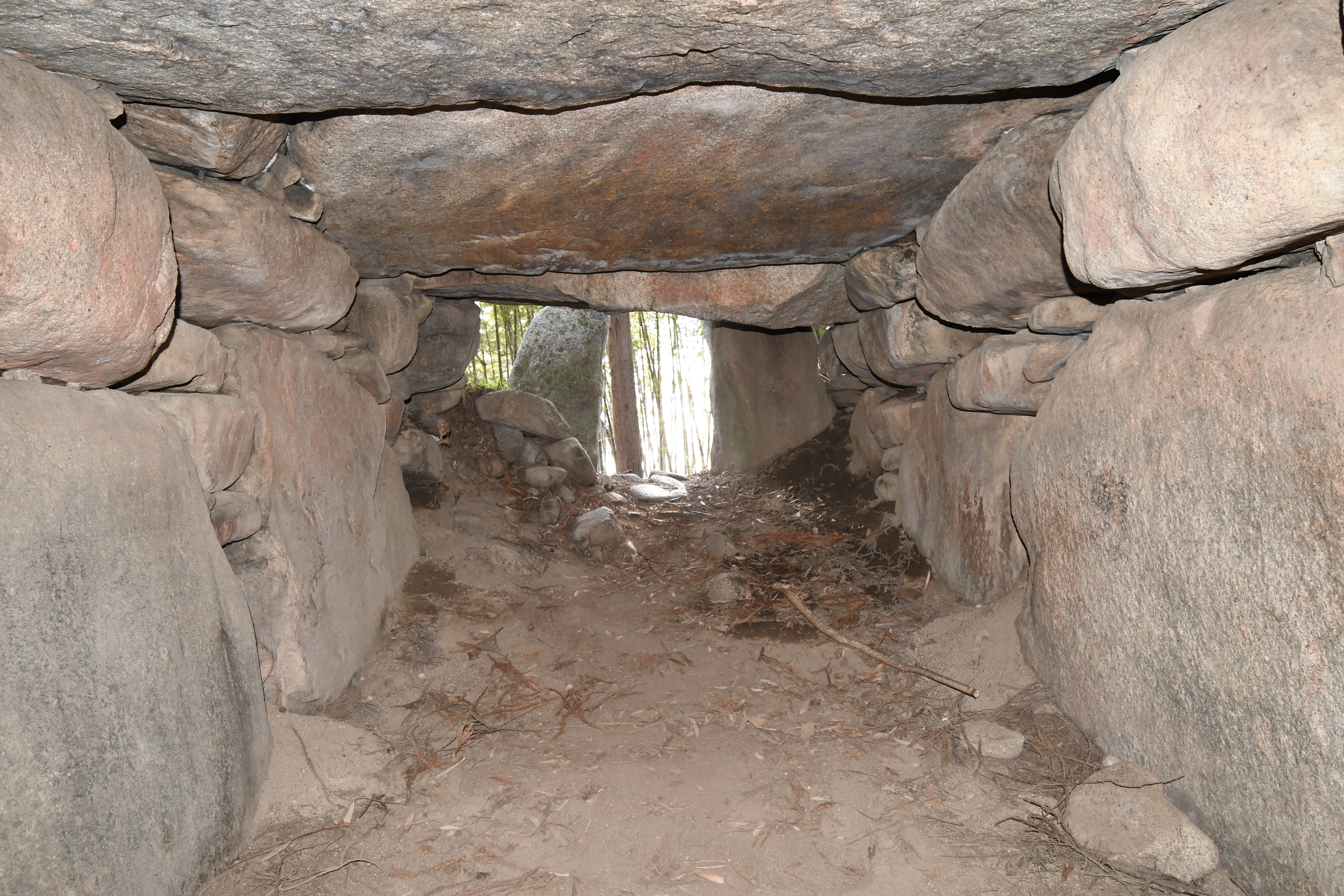
石室内部（開口部方向）
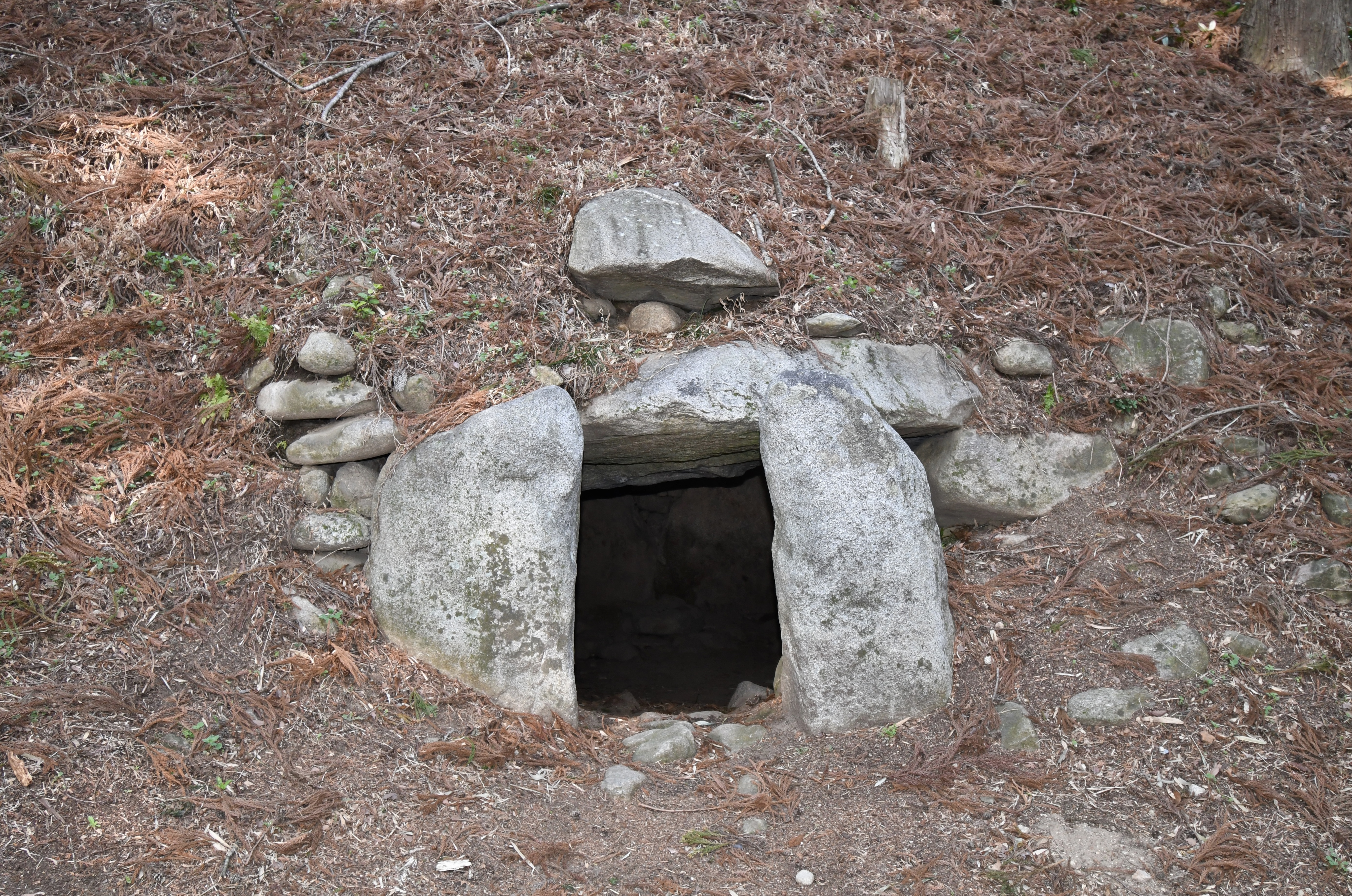
開口部

## 出土品
古墳からの出土品は次の通り。
- 金環 1
- 玉類
  - 切子玉 5
  - 管玉 2
  - 小玉 3
  - 勾玉 1
- 馬具
  - 辻金具 2
  - 杏葉片 2
  - 鉸具片 2
  - 鎖 1
  - 留金具 1
  - 金具 1
- 須恵器片 1
- 土師器片 22

## 関連施設
- 飯田市考古博物館（飯田市上郷別府） - 高岡1号墳の出土埴輪を保管・展示。

## 関連文献
（記事執筆に使用していない関連文献）
- 松尾昌彦・川名広文・高崎光司・伊波寿賀子「飯田市周辺における前方後円墳の実測調査」『信濃』第34巻第11号、信濃史学会、1982年11月、867-898頁。
- 白石太一郎「伊那谷の横穴式石室（一）」『信濃』第40巻第7号、信濃史学会、1988年7月、669-687頁。